# Liste der Baudenkmäler in Niederwerrn
Auf dieser Seite sind die Baudenkmäler in der unterfränkischen Gemeinde Niederwerrn zusammengestellt. Diese Tabelle ist eine Teilliste der Liste der Baudenkmäler in Bayern. Grundlage ist die Bayerische Denkmalliste, die auf Basis des Bayerischen Denkmalschutzgesetzes vom 1. Oktober 1973 erstmals erstellt wurde und seither durch das Bayerische Landesamt für Denkmalpflege geführt wird. Die folgenden Angaben ersetzen nicht die rechtsverbindliche Auskunft der Denkmalschutzbehörde.
 Diese Liste gibt den Fortschreibungsstand vom 1. Mai 2020 wieder und enthält 33 Baudenkmäler.

## Baudenkmäler nach Gemeindeteilen

### Niederwerrn
| Lage                                                                                           | Objekt                                                            | Beschreibung | Akten-Nr.     | Bild           |
| ---------------------------------------------------------------------------------------------- | ----------------------------------------------------------------- | --- | ------------- | -------------- |
| Gademannstraße 1 (Standort)                                                                    | Wohnhaus                                                          | Zweigeschossiger giebelständiger Satteldachbau, verputztes Fachwerkobergeschoss, 18. Jahrhundert                                                  | D-6-78-160-2  | weitere Bilder |
| Heckenwiesen (Standort)                                                                        | Ruine der ehemaligen Wiesenburg                                   | Bruchsteinmauerwerk aus Sandstein, Eckturm des 16. Jahrhunderts                                                                                   | D-6-78-160-8  | weitere Bilder |
| In der unteren Sulz, in Flur Bei der Marter nördlich B 303 an Zufahrt zum Motorpool (Standort) | Bildstock                                                         | Mit Reliefs Maria, Jesus und Heiliger Sebastian, bezeichnet „1746“                                                                                | D-6-78-160-31 | weitere Bilder |
| Kirchplatz 4 (Standort)                                                                        | Evangelisch-lutherische Kirche ohne Patrozinium                   | Chorturmkirche, auf spätmittelalterlichen Resten errichtetes Langhaus, mit Turmneubau 1716 verändert; mit Ausstattung                             | D-6-78-160-1  | weitere Bilder |
| Kirchplatz 6 (Standort)                                                                        | Ehemaliges Mesnerhaus                                             | Drei- bzw. zweigeschossiger Halbwalmdachbau mit Fachwerkobergeschoss, errichtet auf den Resten der ehemaligen Kirchenburg, 1710                   | D-6-78-160-3  | weitere Bilder |
| Obertor 3 (Standort)                                                                           | Wappenstein                                                       | Sandstein, 17. Jahrhundert | D-6-78-160-4  | weitere Bilder |
| Raiffeisenplatz 1 (Standort)                                                                   | Wohnhaus                                                          | Zweigeschossiger giebelständiger Satteldachbau mit Fachwerkobergeschoss, bezeichnet „1742“ am Eckständer                                          | D-6-78-160-5  | weitere Bilder |
| Schweinfurter Straße 23 (Standort)                                                             | Ehemalige Synagoge, jetzt Bibliothek                              | Zweigeschossiger traufständiger Mansardwalmdachbau mit Stichbogenfenstern, 1786, wohl 1885 umgestaltet und 1913 instand gesetzt, 1938 ausgebrannt | D-6-78-160-6  | weitere Bilder |
| Schweinfurter Straße 32, 34 (Standort)                                                         | Sogenanntes Neues Schloss, ehemaliger Sitz der Herren von Münster | Langgestreckter zweigeschossiger Walmdachbau mit geohrten Fensterrahmungen, Fachwerk verputzt, 18. Jahrhundert                                    | D-6-78-160-7  | weitere Bilder |
| Schweinfurter Straße 32, 34 (Standort)                                                         | Reste der Einfriedungsmauer                                       | mit Torpfeilern | D-6-78-160-7  | weitere Bilder |

### Oberwerrn
| Lage                                                                                                  | Objekt                                  | Beschreibung | Akten-Nr.     | Bild           |
| --- | --------------------------------------- | --- | ------------- | -------------- |
| Am Bierkeller (Standort)                                                                              | Wegkreuz                                | Steinsockel mit Sandsteinkreuz und Kruzifix, bez. 1879 | D-6-78-160-35 | BW             |
| Kreisstraße SW 10, Auf der Euerbacher Höhe (Standort)                                                 | Bildstock                               | Tischsockel mit rundem Schaft, rundbogiger Aufsatz mit Kreuzigung und Seitenfiguren, rückseitige Inschrift, bezeichnet „1631“                                                                               | D-6-78-160-26 | weitere Bilder |
| Buchweg, an Weggabel hinter der Siedlung (Standort)                                                   | Säulenbildstock                         | Aufsatz mit Kreuzigung, Heilige Maria, Johannes, Bartholomäus und Vitus, Knorpelwerk, bezeichnet „1689“ | D-6-78-160-30 | BW             |
| Hambacher Weg; hinter Bergstraße an Weggabelung Maibacher Weg (Standort)                              | Tabernakelbildstock                     | Mit Hochrelief der Heiligen Familie, bezeichnet „1762“ | D-6-78-160-11 | weitere Bilder |
| Hambacher Weg (Standort)                                                                              | Bildstock                               | Gemauerter Sockel mit quadratisch beginnender Säule, Kapitellzone mit Pflanzenfries, bezeichnet. „1685“ | D-6-78-160-40 | weitere Bilder |
| Hauptstraße 8 (Standort)                                                                              | Pforte                                  | Mit Flammenaufsätzen und Pietà, Sandstein, bezeichnet „1761“ | D-6-78-160-13 | weitere Bilder |
| Hauptstraße 10 (Standort)                                                                             | Relief mit Marienkrönung                | 18. Jahrhundert | D-6-78-160-14 | weitere Bilder |
| Hauptstraße 14 (Standort)                                                                             | Kuratiekirche St. Bartholomäus          | Saalbau mit eingezogenem Chor, Turm 1608, Langhaus 1891; mit Ausstattung | D-6-78-160-9  | weitere Bilder |
| Hauptstraße 14, bei der Kirche (Standort)                                                             | Kreuzigungsgruppe                       | Neugotisch | D-6-78-160-9  | BW             |
| Hauptstraße 18 (Standort)                                                                             | Pforte                                  | Bezeichnet „1807“ | D-6-78-160-15 | BW             |
| Hauptstraße 19 (Standort)                                                                             | Wirtshausschild                         | Mit heiligem Georg, Schmiedeeisen, 19. Jahrhundert | D-6-78-160-16 | BW             |
| Hauptstraße 21 (Standort)                                                                             | Wohnhaus                                | Eingeschossiger giebelständiger Satteldachbau mit verputztem Fachwerk, 18. Jahrhundert | D-6-78-160-17 | BW             |
| Hauptstraße 21 (Standort)                                                                             | Hausfigur                               | Muttergottes, Sandstein, 18. Jahrhundert | D-6-78-160-17 | BW             |
| Hauptstraße; Raiffeisenstraße 2; Raiffeisenstraße 5 (Standort)                                        | Nepomuk-Standbild                       | Sockel mit Relief der Heiligen Familie, darauf Freifigur des heiligen Nepomuk, bezeichnet „1739“ | D-6-78-160-12 | BW             |
| Im Tiergarten; Wiesenweg am Werrnübergang (Standort)                                                  | Bildstock                               | Niedriger Sockel mit rundem Schaft, rundbogiger Aufsatz mit Kreuzigung, Seitenfiguren und Stiftern, bezeichnet „1685“                                                                                       | D-6-78-160-25 | BW             |
| Judenweg, 700 m südlich des Ortes (Standort)                                                          | Säulenbildstock                         | Mit Kreuzigungsgruppe, Sandstein, bezeichnet „1631“ | D-6-78-160-28 | BW             |
| Nähe Kirche; im Friedhof (Standort)                                                                   | Friedhofskreuz                          | Um 1910/20 | D-6-78-160-24 | BW             |
| Raiffeisenstraße 2 (Standort)                                                                         | Hofpforte                               | Mit geohrter Rahmung und Radabweiser, bezeichnet „1773“ (erneuert) | D-6-78-160-27 | weitere Bilder |
| Raiffeisenstraße 3, eingemauert (Standort)                                                            | Bildstockkopf                           | 17. Jahrhundert; nicht nachqualifiziert | D-6-78-160-20 | weitere Bilder |
| Raiffeisenstraße 8 (Standort)                                                                         | Antonius-Figur                          | Sandstein, bezeichnet „1736“ und „1753“ | D-6-78-160-21 | weitere Bilder |
| Raiffeisenstraße 17; Raiffeisenstraße 15 (Standort)                                                   | Tabernakelbildstock                     | Auf dem Sockel heilige Barbara, Retabel mit Pietà, Bekrönungsfigur heiliger Markus, bezeichnet „1730“ | D-6-78-160-22 | weitere Bilder |
| Raiffeisenstraße (Standort)                                                                           | Säulenbildstock                         | Mit dreiseitigem Aufsatz, Christus als Weltenrichter, heiliger Petrus und heiliger Paulus, bezeichnet „1716“                                                                                                | D-6-78-160-10 | weitere Bilder |
| Rechte Sulz (Standort)                                                                                | Bildstock                               | Sockel mit Rundpfeiler, Aufsatz mit Pagodendach und Steinkreuzbekrönung, Reliefs der Kreuzigungsrelief und seitlich der Heiligen Petrus und Valentin, Rückseite mit Inschrift, Sandstein, bezeichnet „1631“ | D-6-78-160-36 | weitere Bilder |
| Von Euerbach nach Kronungen, ca. 1,5 km westlich des Ortes im Flurstück „am Stephanskreuz“ (Standort) | Steinkreuz, sogenanntes Staffertskreuz  | Sandstein, 16. Jahrhundert | D-6-78-160-29 | weitere Bilder |
| Werngasse 10 (Standort)                                                                               | Heiligenfigur, sogenannte Weiße Madonna | Maria mit Kind auf Weltenkugel, Sandstein, bezeichnet „1722“ | D-6-78-160-23 | BW             |
| Zehntstraße (Standort)                                                                                | Bildstock                               | Monolith mit viereckigem übergiebeltem Aufsatz, Kreuzigung, bezeichnet „1513“ | D-6-78-160-19 | weitere Bilder |

## Ehemalige Baudenkmäler
In diesem Abschnitt sind Objekte aufgeführt, die früher einmal in der Denkmalliste eingetragen waren, jetzt aber nicht mehr. Objekte, die in anderem Zusammenhang also z. B. als Teil eines Baudenkmals weiter eingetragen sind, sollen hier nicht aufgeführt werden. Aktennummern in diesem Abschnitt sind ehemalige, jetzt nicht mehr gültige Aktennummern.

| Lage                                | Objekt    | Beschreibung                                                                           | Akten-Nr.     | Bild |
| ----------------------------------- | --------- | -------------------------------------------------------------------------------------- | ------------- | ---- |
| Oberwerrn Hauptstraße 18 (Standort) | Bauernhof | Eingeschossiges giebelständiges Wohnhaus mit Mansardkrüppelwalmdach und Fachwerkgiebel | D-6-78-160-15 | BW   |